# 2006年ドイツグランプリ
2006年ドイツグランプリ (Groser Mobil 1 Preis von Deutschland) は、2006年F1世界選手権の第12戦として、2006年7月30日にホッケンハイムリンクで開催された。

## 概要
レースの週末はルノーの採用したマスダンパーシステムを、FIAはこういった装置の使用を禁止していたにもかかわらず、スチュワードが合法であると認めたことで、論議を呼んで始まった。FIAはスチュワードの裁定を不服として上訴したが、ルノーは金曜のプラクティス後、更なる制裁を回避するためこのシステムの使用を取りやめた。
キミ・ライコネンはポールポジションを獲得したが、マクラーレンは予選前に燃料を少なめに搭載してアタックした。レースでは序盤にピットストップし、トップグループから後れをとることとなった。これによってフェラーリ勢が1-2を形成する。ダンパー問題が影響したのか、ルノーは戦闘力を持ち合わせていなかった。
このグランプリで山本左近がF1デビューを果たした。山本は予選セッション後に車両を交換し、ピットスタートとなった。予選後のシャシートラブルに苦しんだのは山本ばかりでなく、ヤルノ・トゥルーリとクリスチャン・アルバースもエンジンを交換する羽目になり、10グリッド降格のペナルティを受けた。アルバースにとっての悪夢の週末は、チームメイトのティアゴ・モンテイロと共に、規定違反のリアウィングを装着していたことでレース結果から除外されることで締めくくられた。

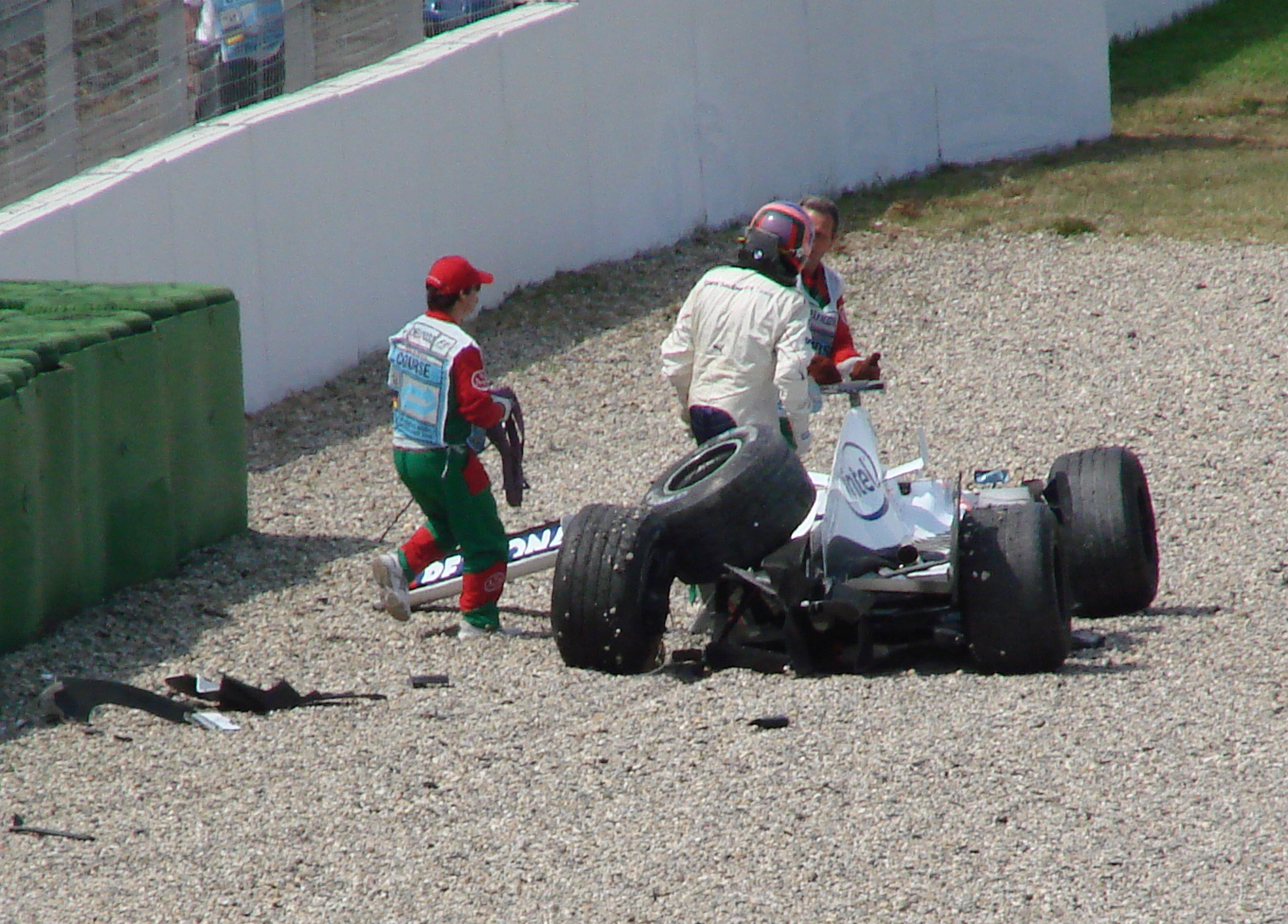
クラッシュしたF1.06から離れるジャック・ヴィルヌーヴ。

また、このグランプリは1997年のワールドチャンピオンであるジャック・ヴィルヌーヴのF1における最後のレースとなった。ヴィルヌーヴはチームメイトのニック・ハイドフェルドと接触してコースアウト、クラッシュしレースをリタイアした。レース後にクラッシュの後遺症による次戦の欠場が発表され、チームはロバート・クビサを代役としてドライブさせたが、ヴィルヌーヴは結局8月にチームを離脱した。ヴィルヌーヴはチームからの離脱を「BMWザウバーによる彼の短期的な未来の保証の不足」の所為とした。

## 予選
From :
| 順位 | 国籍               | ドライバー                 | コンストラクター        | Q3       | Q2       | Q1       |
| ---- | ------------------ | -------------------------- | ----------------------- | -------- | -------- | -------- |
| 1    | フィンランドの旗   | キミ・ライコネン           | マクラーレン-メルセデス | 1:14.070 | 1:14.410 | 1:15.214 |
| 2    | ドイツの旗         | ミハエル・シューマッハ     | フェラーリ              | 1:14.205 | 1:13.778 | 1:14.904 |
| 3    | ブラジルの旗       | フェリペ・マッサ           | フェラーリ              | 1:14.569 | 1:14.094 | 1:14.412 |
| 4    | イギリスの旗       | ジェンソン・バトン         | ホンダ                  | 1:14:862 | 1:14:378 | 1:15.869 |
| 5    | イタリアの旗       | ジャンカルロ・フィジケラ   | ルノー                  | 1:14.894 | 1:14.540 | 1:15.916 |
| 6    | ブラジルの旗       | ルーベンス・バリチェロ     | ホンダ                  | 1:14:934 | 1:14.652 | 1:15.757 |
| 7    | スペインの旗       | フェルナンド・アロンソ     | ルノー                  | 1:15.282 | 1:14.746 | 1:15.518 |
| 8    | ドイツの旗         | ラルフ・シューマッハ       | トヨタ                  | 1:15.923 | 1:14.743 | 1:15.789 |
| 9    | スペインの旗       | ペドロ・デ・ラ・ロサ       | マクラーレン-メルセデス | 1:15.936 | 1:15.021 | 1:15.655 |
| 10   | イギリスの旗       | デヴィッド・クルサード     | レッドブル-フェラーリ   | 1:16.326 | 1:14.826 | 1:15.836 |
| 11   | オーストラリアの旗 | マーク・ウェバー           | ウィリアムズ-コスワース |          | 1:15.094 | 1:15.719 |
| 12   | オーストリアの旗   | クリスチャン・クリエン     | レッドブル-フェラーリ   |          | 1:15.141 | 1:15.816 |
| 13   | イタリアの旗       | ヤルノ・トゥルーリ         | トヨタ                  |          | 1:15.150 | 1:15.430 |
| 14   | カナダの旗         | ジャック・ヴィルヌーヴ     | BMWザウバー             |          | 1:15:329 | 1:16.281 |
| 15   | ドイツの旗         | ニコ・ロズベルグ           | ウィリアムズ-コスワース |          | 1:15.380 | 1:16.183 |
| 16   | ドイツの旗         | ニック・ハイドフェルド     | BMWザウバー             |          | 1:15.397 | 1:16.234 |
| 17   | イタリアの旗       | ヴィタントニオ・リウッツィ | トロ・ロッソ-コスワース |          |          | 1:16.399 |
| 18   | オランダの旗       | クリスチャン・アルバース   | MF1-トヨタ              |          |          | 1:17.093 |
| 19   | 日本の旗           | 佐藤琢磨                   | スーパーアグリ-ホンダ   |          |          | 1:17.185 |
| 20   | ポルトガルの旗     | ティアゴ・モンテイロ       | MF1-トヨタ              |          |          | 1:17.836 |
| 21   | 日本の旗           | 山本左近                   | スーパーアグリ-ホンダ   |          |          | 1:20.444 |
| 22   | アメリカ合衆国の旗 | スコット・スピード         | トロ・ロッソ-コスワース |          |          | No Time  |

## 決勝
| 順位     | No | 国籍               | ドライバー                 | チーム                  | 周回 | タイム           | グリッド | ポイント |
| -------- | -- | ------------------ | -------------------------- | ----------------------- | ---- | ---------------- | -------- | -------- |
| 1        | 5  | ドイツの旗         | ミハエル・シューマッハ     | フェラーリ              | 67   | 1:27:51.693      | 2        | 10       |
| 2        | 6  | ブラジルの旗       | フェリペ・マッサ           | フェラーリ              | 67   | +0.720           | 3        | 8        |
| 3        | 3  | フィンランドの旗   | キミ・ライコネン           | マクラーレン-メルセデス | 67   | +13.206          | 1        | 6        |
| 4        | 12 | イギリスの旗       | ジェンソン・バトン         | ホンダ                  | 67   | +18.898          | 4        | 5        |
| 5        | 1  | スペインの旗       | フェルナンド・アロンソ     | ルノー                  | 67   | +23.707          | 7        | 4        |
| 6        | 2  | イタリアの旗       | ジャンカルロ・フィジケラ   | ルノー                  | 67   | +24.814          | 5        | 3        |
| 7        | 8  | イタリアの旗       | ヤルノ・トゥルーリ         | トヨタ                  | 67   | +26.544          | 20       | 2        |
| 8        | 15 | オーストリアの旗   | クリスチャン・クリエン     | レッドブル-フェラーリ   | 67   | +48.131          | 12       | 1        |
| 9        | 7  | ドイツの旗         | ラルフ・シューマッハ       | トヨタ                  | 67   | +1:00.351        | 8        |          |
| 10       | 20 | イタリアの旗       | ヴィタントニオ・リウッツィ | トロ・ロッソ-コスワース | 66   | +1 lap           | 16       |          |
| 11       | 14 | イギリスの旗       | デヴィッド・クルサード     | レッドブル-フェラーリ   | 66   | +1 lap           | 10       |          |
| 12       | 21 | アメリカ合衆国の旗 | スコット・スピード         | トロ・ロッソ-コスワース | 66   | +1 lap           | 19       |          |
| リタイヤ | 9  | オーストラリアの旗 | マーク・ウェバー           | ウィリアムズ-コスワース | 59   | 冷却水漏れ       | 11       |          |
| リタイヤ | 22 | 日本の旗           | 佐藤琢磨                   | スーパーアグリ-ホンダ   | 38   | ギアボックス     | 17       |          |
| リタイヤ | 17 | カナダの旗         | ジャック・ヴィルヌーヴ     | BMWザウバー             | 30   | アクシデント     | 13       |          |
| リタイヤ | 11 | ブラジルの旗       | ルーベンス・バリチェロ     | ホンダ                  | 18   | エンジン         | 6        |          |
| リタイヤ | 16 | ドイツの旗         | ニック・ハイドフェルド     | BMWザウバー             | 9    | ブレーキ         | 15       |          |
| リタイヤ | 4  | スペインの旗       | ペドロ・デ・ラ・ロサ       | マクラーレン-メルセデス | 2    | 燃料ポンプ       | 9        |          |
| リタイヤ | 23 | 日本の旗           | 山本左近                   | スーパーアグリ-ホンダ   | 1    | ドライブシャフト | 22       |          |
| リタイヤ | 10 | ドイツの旗         | ニコ・ロズベルグ           | ウィリアムズ-コスワース | 0    | アクシデント     | 14       |          |
| DSQ*     | 19 | オランダの旗       | クリスチャン・アルバース   | MF1-トヨタ              | 66   | +1 lap           | 21       |          |
| DSQ*     | 18 | ポルトガルの旗     | ティアゴ・モンテイロ       | MF1-トヨタ              | 66   | +1 lap           | 18       |          |

## 第12戦終了時点でのランキング
| 順位 | ドライバー               | ポイント |
| ---- | ------------------------ | -------- |
| 1    | フェルナンド・アロンソ   | 100      |
| 2    | ミハエル・シューマッハ   | 89       |
| 3    | フェリペ・マッサ         | 50       |
| 4    | ジャンカルロ・フィジケラ | 49       |
| 5    | キミ・ライコネン         | 49       |

| 順位 | コンストラクター        | ポイント |
| ---- | ----------------------- | -------- |
| 1    | ルノー                  | 149      |
| 2    | フェラーリ              | 139      |
| 3    | マクラーレン–メルセデス | 77       |
| 4    | ホンダ                  | 37       |
| 5    | トヨタ                  | 23       |

- 注：ドライバー、コンストラクター共にトップ5のみ表示。

## 参照
1. ↑  “Midlands disqualified over rear-wing flex”. formula1.com (Formula One Administration). (2006年6月30日) 2010年8月9日閲覧。
2. ↑  “Villeneuve parts company with BMW”.  BBC Sport (2006年8月7日). 2009年4月3日閲覧。
3. ↑  “Au revoir Jacques”.   GrandPrix.com (2006年8月7日). 2006年8月21日閲覧。
4. ↑  “Kubica replaces Villeneuve”. GrandPrix.com. (2006年8月1日) 2006年8月21日閲覧。
5. ↑  Domenjoz, Luc et al.. Formula One Yearbook 2006-2007. Chronosports S.A.. p. 158. ISBN 2-84707-110-5